# مجموعة شلهوب
مجموعة شلهوب (بالإنجليزية: Chalhoub Group)‏ هي شركة بيع بالتجزئة وموزع للسلع الفاخرة مملوكة للقطاع الخاص، ويقع مقرها الرئيسي في دبي، الإمارات العربية المتحدة، أسسها الملياردير السوري الفرنسي ميشيل شلهوب.
مجموعة شلهوب هي أكبر مشغل تجزئة في الشرق الأوسط. لقد لعبت دورًا مهمًا في تطوير قطاع الرفاهية في المنطقة. لدى الشركة أكثر من 12000 موظف في 14 دولة.

## تاريخ
أسس المجموعة ميشال ووداد شلهوب عام 1955 في دمشق بسوريا ولديها متجر يبيع كريستوفل، كان السوق ضيقًا في سوريا، لذا انتقلت العائلة إلى لبنان المجاور في عام 1965 لتمكين التوسع في الشرق الأدنى ومنطقة الخليج عندما اندلعت الحرب الأهلية عام 1975، انتقلوا إلى الكويت، حيث كان لديهم شركة تابعة، ثم نقلوا مكتبهم الرئيسي إلى دبي، الإمارات العربية المتحدة في عام 1990.
تولى ابناهما أنتوني وباتريك منصب الرئيس التنفيذي المشارك في عام 2001، توفي ابنهما الأكبر، أنتوني، في ديسمبر 2018، وترك باتريك في منصب الرئيس التنفيذي الوحيد.

## العمليات الحالية
- مجموعة شلهوب هي الجهة الوحيدة المعتمدة لعلامة ال في ام اتش LVMH في الشرق الأوسط وأكثر من 300 علامة تجارية أخرى كما أنها تمتلك أحد أكبر متاجر الأحذية في العالم. حيث يقع متجر ليفل شو في دبي على مساحة تزيد عن 8918 متر مربع.[11]
- المجموعة الرئيسية هي الشريك الرائد للرفاهية والموضة والجمال في الشرق الأوسط من خلال ثلاثة أنواع من الأنشطة: التوزيع إقليمياً ومحلياً في 8 دول، البيع بالتجزئة مع أكثر من 750 متجرا ؛ وخدمات التسويق. يسمح المشروع المشترك، وهو اتفاق إقليمي بين العلامة التجارية والمجموعة، بإدارة مشتركة مع العلامة التجارية، تشمل بعض المشاريع المشتركة لشلهوب لويس فويتون وديور كوتور وسيفورا وفندي وبويغ وسيلين وجيفنشي ولوبوتان وهافاس.[8][12] أ

- تدير مجموعة شلهوب العلامة التجارية وفقًا للإرشادات الدولية، تشمل بعض امتيازات البيع بالتجزئة للمجموعة ساكس فيفث أفينيو ولوي وكارولينا هيريرا وسواروفسكي ولاكوست ومايكل كورس، يشمل امتياز التوزيع لوريال.[12][13][14]
- ركزت المجموعة على تطوير مواردها البشرية ؛ تأسست أكاديمية شلهوب للبيع بالتجزئة لموظفي الخط الأمامي في عام 2007 في دبي وفي عام 2009 في المملكة العربية السعودية. طورت مجموعة شلهوب أيضًا درجة الأستاذية في إدارة العلامات التجارية الفاخرة مع الجامعة الأمريكية في الشارقة.[15][16]

## المشاركة المستدامة
وضعت مجموعة شلهوب مشاركتها المستدامة في صميم استراتيجيتها، لا سيما حول الأشخاص والأرض والشراكة والأنشطة المجتمعية المؤثرة حول التعليم والبيئة والجهود الإنسانية. حصلت في عام 2018 على علامة المسؤولية الاجتماعية للشركات من غرفة تجارة دبي للعام السادس على التوالي، مجموعة شلهوب هي عضو في مجتمع الاتفاق العالمي للأمم المتحدة منذ عام 2014 وموقع على مبادئ تمكين المرأة (WEP).

## الجوائز
قامت الحكومة الفرنسية بمنح باتريك شلهوب  وسام الاستحقاق الوطني الفرنسي برتبة فارس، وكذلك وسام الشرف الوطني الفرنسي برتبة فارس.

## وصلات خارجية
- الموقع الرسمي (بالإنجليزية)